# 都市社会運動
都市社会運動（とししゃかいうんどう、英：urban social movement）とは、都市社会学者マニュエル・カステルが1970年代に提示した新都市社会学における分析概念で、グラスルーツのレベルで公共財の再配分権を主張する社会運動のこと。

## 概要
1970年代のカステルの関心は、公共の財やサービス（集合的消費）の局面において、国家の介入や計画の重要性が高まるにつれ、それが矛盾して作用することにあった。この国家関与の増大と同時進行的に高まるのが都市社会運動である。ここでの社会運動とは、必ずしも階級に基づいたものではなく、組織の諸資源を用いて数ある目的の中でもとりわけ公共財の再配分権を主張するものである。
それまでのマルクス主義分析では何よりも生産に重点が置かれ、脱産業社会における政治経済において重要なその他の社会現象を扱う余地がなかった。この点に注目することでカステルは、集合的消費、国家介入の増大、都市計画の矛盾作用、都市グラスルーツの抵抗、近隣組織、都市政治に目を向けることになったのである。
ただし近年のカステルは、こうした都市計画と都市社会運動という二分法的発想からは離れている。